# 새미 칸
새미 칸(영어: Sammy Cahn, 1913년 6월 18일~1993년 1월 15일)은 미국의 작사가, 작곡가, 음악가였다. 그는 영화와 브로드웨이 노래에 대한 낭만적인 가사와 로스앤젤레스 대도시권 지역의 음반 회사들에 의해 초연된 독립적인 노래로 가장 잘 알려져 있다. 그와 그의 협력자들은 프랭크 시나트라가 캐피틀 레코드에 재직하는 동안 일련의 히트 음반을 냈지만 딘 마틴, 도리스 데이, 그리고 다른 많은 사람들과 함께 히트를 즐겼다. 그는 피아노와 바이올린을 연주했고, 인기 있는 히트곡 〈Three Coins in the Fountain〉을 포함한 그의 노래로 아카데미상을 네 번 수상했다.
그의 가장 오래 지속되는 노래들 중에는 1945년 줄 스테인과 공동 작사, 작곡한 〈Let It Snow! Let It Snow! Let It Snow!〉가 있다.

## 생애 및 경력
칸은 당시 오스트리아-헝가리 제국의 지배를 받던 갈리치아에서 온 유대인 이민자들인 아브라함과 엘카 라이스 코언의 외아들 새뮤얼 코언으로 태어났다. 그의 자매인 사디, 펄, 플로렌스, 그리고 에블린은 모두 피아노를 공부했다. 그의 어머니는 새미가 피아노가 여자의 악기라고 생각하면서 그것을 공부하는 것을 허락하지 않았고, 그래서 그는 바이올린 수업을 받았다. 3번의 레슨을 받고 바르 미츠바를 따라, 그는 여름에 캐츠킬산맥을 순회하고 사적인 파티에서 연주했던 〈Pals of Harmony〉라는 작은 딕시랜드 밴드에 가입했다. 칸의 이 새로운 꿈은 그의 부모님이 그가 전문가가 되기 위해 품었던 어떤 희망도 깨뜨렸다.

### 사망
칸은 1993년 1월 15일 79세의 나이로 캘리포니아주 로스앤젤레스에서 심부전으로 사망했다. 그의 유해는 웨스트우드 빌리지 메모리얼 파크 묘지에 묻혔다.